# DEFCON (videogioco)
DEFCON è un videogioco strategico in tempo reale per computer creato dalla casa di sviluppo indipendente britannica Introversion Software.
Il gioco ricorda i grandi schermi che rappresentano virtualmente la guerra nucleare in film come Il dottor Stranamore - Ovvero: come ho imparato a non preoccuparmi e ad amare la bomba, A prova di errore e Wargames - Giochi di guerra.

## Storia
Il gioco è disponibile via download dal settembre 2006, attraverso il negozio online di Introversion e Steam. In Gran Bretagna è stato distribuito ai negozi delle strade principali il 15 giugno 2007 e per un periodo limitato con incluso il primo gioco dello sviluppatore, Uplink. Il 5 aprile 2007, l'editore americano Encore annunciò che avrebbe messo in commercio il titolo anche negli USA, ordinando cinquantamila copie per la rivendita.

## Modalità di gioco
Il gioco si basa su di una guerra di carattere mondiale (ambientata nella Guerra Fredda), dove bisogna collocare tutte le navi, gli aeroporti, i radar e i silos dei missili di cui si dispone nel proprio continente (che sono sei: Nordamerica, Sudamerica, Europa, Africa, Asia e Unione Sovietica), mentre un livello di pericolo (DEFCON appunto) indica il tempo mancante al prossimo livello e le azioni possibili, elencate qui sotto:
| Livello DEFCON | Stato della Partita | Tempo stimato  |
| -------------- | --- | -------------- |
| 5              | Azioni ostili vietate. Possibilità di muovere le unità navali nelle acque internazionali.                                                            | Inizio partita |
| 4              | I radar forniranno informazioni sulle unità nemiche entro il raggio d'azione.                                                                        | 6 min.         |
| 3              | Vietato il piazzamento di ulteriori unità (Radar, silos, aeroporti e navi). Possibilità di ingaggiare unità nemiche in combattimenti aerei e navali. | 12 min.        |
| 2              | Possibilità di effettuare attacchi più aggressivi e avanzati.                                                                                        | 20 min.        |
| 1              | Possibilità di effettuare attacchi nucleari. | 30 min.        |

Inoltre, dopo che una determinata percentuale di missili è stata lanciata (di default l'80%) partirà il "Timer Vittoria", alla fine del quale finirà anche la partita. L'obiettivo del giocatore è avere un punteggio superiore agli avversari prima che scada il tempo.
Ai giocatori viene assegnata una mappa del mondo a tema computer con una grafica vettoriale anni '80, una vasta gamma di armi nucleari e convenzionali, e un obiettivo principale: massacrare quanta più popolazione nemica possibile e cercare di evitare che lo stesso accada alla propria. Una partita tipo vede il numero delle vittime civili in milioni (in inglese megadeaths) e i giocatori che cercano in ogni modo di annientare gli avversari.
Nella maggior parte delle partite entrambe le parti subiscono pesanti perdite, ma il giocatore col punteggio più alto vince. Il punteggio dei giocatori è stabilito in base a uno di tre criteri: Default (guadagno di due punti per ogni megadeath prodotta, perdita di un punto per ogni megadeath subita), Sopravvissuto (guadagno di un punto per ogni milione di sopravvissuti nel proprio territorio) o Genocidio (guadagno di un punto per ogni megadeath prodotta); pur essendo funzionalmente identici in uno scontro uno contro uno, ogni criterio di punteggio propone grosse differenze strategiche in combattimenti più vasti.
Il criterio di punteggio Default è quello in genere usato, dove i giocatori possono scegliere liberamente le loro strategie e dove è possibile identificare una maggiore quantità di variabili in gioco. È un equilibrio intuitivo tra difesa e offesa. Il criterio Sopravvissuto spinge i giocatori ad essere più difensivi e tattici nelle loro azioni, poiché non si guadagnano punti uccidendo, producendo a volte partire lunghe ore. Le armi nucleari vengono spesso impiegate come ultima spiaggia, poiché è possibile vincere anche solo con le unità navali iniziali. Il criterio Genocidio è più simile a una sfida a oltranza (sudden death). Tutti i giocatori tendono a lanciare subito armi nucleari, creando partite veloci, un alto numero di morti e una strategia molto abbozzata.
Si può modificare anche il calcolo del tempo configurando la velocità a cui avvengono le azioni da "tempo reale" (un secondo nel gioco corrisponde a un secondo fuori dal gioco) a venti volte più veloce. Per lo più le partite durano dai trenta ai quaranta minuti, mentre quelle in tempo reale possono protrarsi anche per più di otto ore, a seconda del sistema di punteggio. È presente anche una modalità "Ufficio" dove il gioco è sempre in tempo reale e può essere ridotto a icona per dedicarsi ad altre attività con il computer, permettendo al giocatore di controllare la situazione solo quando ha luogo un evento importante e giusto per il tempo di risistemare gli ordini del proprio assetto di gioco.
Ci sono in tutto sei aree da selezionare sia in multiplayer che contro un'intelligenza artificiale. Esse sono:
- Nord America: include Stati Uniti d'America (eccetto le Hawaii), Canada e Alaska.
- America Latina: include Messico, America centrale e tutta l'America meridionale.
- Europa: include tutt'Europa eccetto la Russia.
- Africa: include tutta l'Africa.
- Russia: include tutto il territorio russo attuale più i precedenti territori dell'Unione Sovietica.
- Asia: include tutte le nazioni asiatiche eccetto Kazakistan, Mongolia, Russia e isole del sud-est asiatico.

Tutte le aree possiedono una popolazione di 100 milioni di persone per default.